# Странноприимный дом
Странноприи́мный дом — устаревшее обозначение богадельни, больницы-приюта для нищих и калек. Наиболее известна под этим названием Шереметевская больница на Большой Сухаревской площади в Москве, на базе которой в 1923 году был организован Институт неотложной помощи имени Склифосовского.

## История

### Основание Шереметевской больницы
Граф Николай Петрович Шереметев, один из богатейших людей России, задумал устройство в Москве богадельни на 100 человек обоего пола и бесплатной больницы на 50 коек в начале 1790-х годов. Для строительства богоугодного заведения был выделен участок «на Черкасских огородах» близ церкви Преподобной Ксении (1649), доставшийся графу в наследство от матери — последней княжны Черкасской старшей линии.
Уставные документы лечебницы, подготовленные А. Ф. Малиновским, были Высочайше утверждены 21 апреля (3 мая) 1803 года. Торжественное открытие Странноприимного дома состоялось через семь лет, 28 июня (10 июля) 1810 года. Первыми жителями приюта стали отставные офицеры и пожилые неимущие горожане — бывшие торговцы, священники, чиновники. Во время Отечественной войны 1812 года в здании размещался госпиталь сначала русской, а потом французской армии.
Главным смотрителем до 1826 года был Алексей Малиновский. Затем московское дворянское собрание избрало его преемником Сергея Васильевича Шереметева, который не отличался требовательностью и редко бывал в доме. После него главными смотрителями были: князь Валентин Михайлович Шаховской (в 1835—1839 гг.), граф Николай Алексеевич Шереметев (в 1839—1847 гг.), Платон Степанович Нахимов (в 1848—1850 гг.), генерал-майор Лев Николаевич Верещагин (в 1851—1860 гг.).

### Советский период
В советское время историческая панорама была искажена возведением непосредственно за ансамблем Странноприимного дома многоэтажного здания Института имени Склифосовского типичной для брежневского времени архитектуры. Интерьеры главного корпуса изменены, церковь не функционировала. Несмотря на утраты, в 1996 году российские власти предложили ЮНЕСКО включить архитектурный ансамбль Шереметевской больницы в список Всемирного наследия.

### Настоящее время
В настоящее время в здании восстановлен и действует храм Троицы Живоначальной при Странноприимном доме Н. П. Шереметева (НИИ им. Н. В. Склифосовского)

## Архитектура
Проект Странноприимного дома был заказан у московского архитектора Елизвоя Назарова, который «помощничал» у своего родственника Василия Баженова и усвоил многие его архитектурные приёмы. Со стороны здание выглядит как монументальная дворянская усадьба с углублённым в сторону парка главным корпусом — храмом Троицы, над которым возносится полукруглый бельведер. Парадный двор образуют два крыла-полукружия, вынесенные далеко в сторону Садового кольца и составляющие в плане подкову.

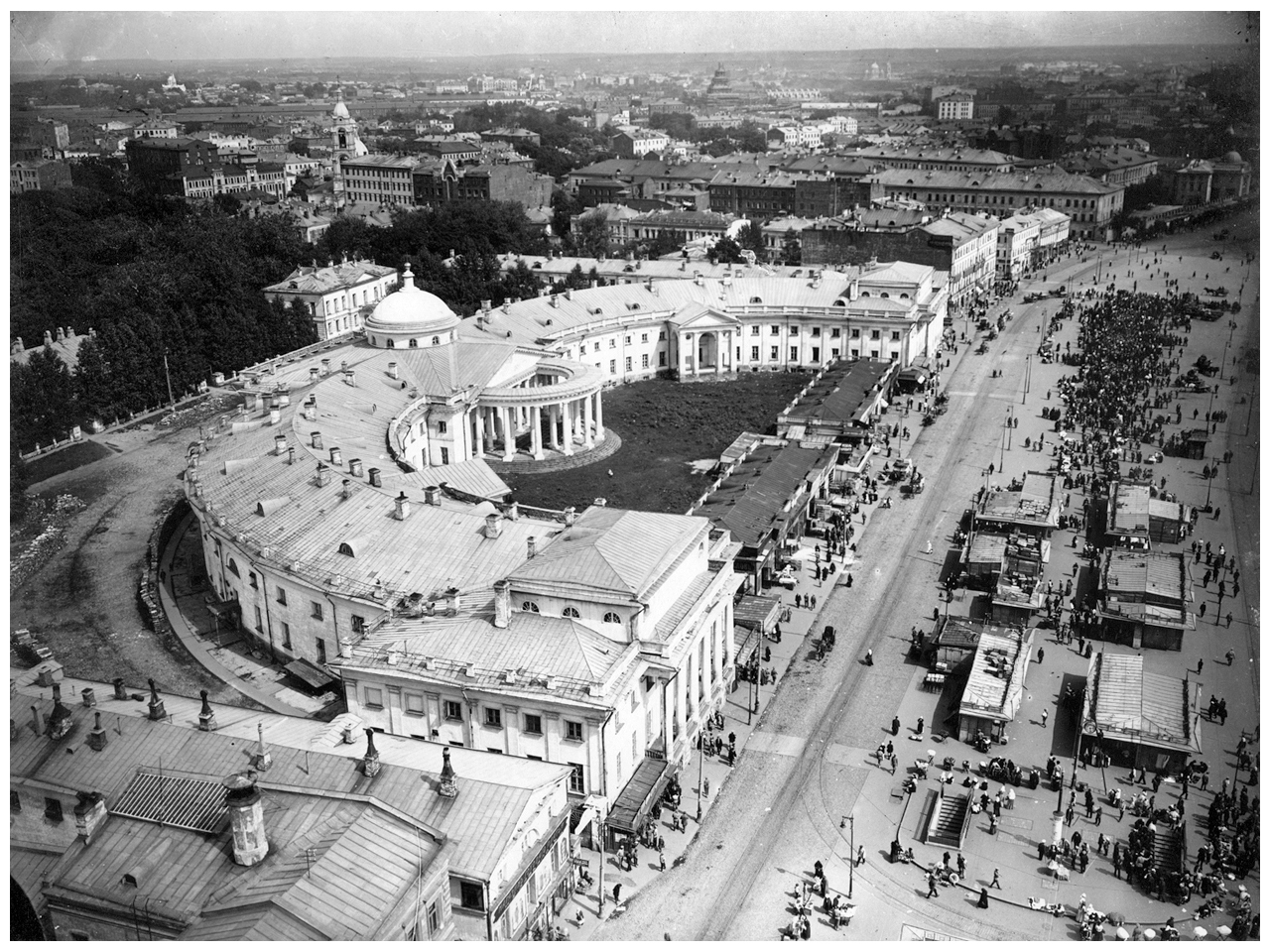
Вид Шереметевской больницы с Сухаревой башни (1914)

Хотя в Москве давно существовали частные богоугодные заведения (например, Куракинская богадельня), монументальная архитектура и градостроительный размах проекта графа Шереметева не имели прецедентов. Строительство вели с 1792 по 1807 годы крепостные зодчие П. И. Аргунов, А. Ф. Миронов, Г. Е. Дикушин. На содержание заведения граф внёс на депозит 500 тысяч рублей вместе с доходами со своих поместий в Тверской губернии. Шереметевы продолжали финансировать больницу до национализации их имений в 1917 году.

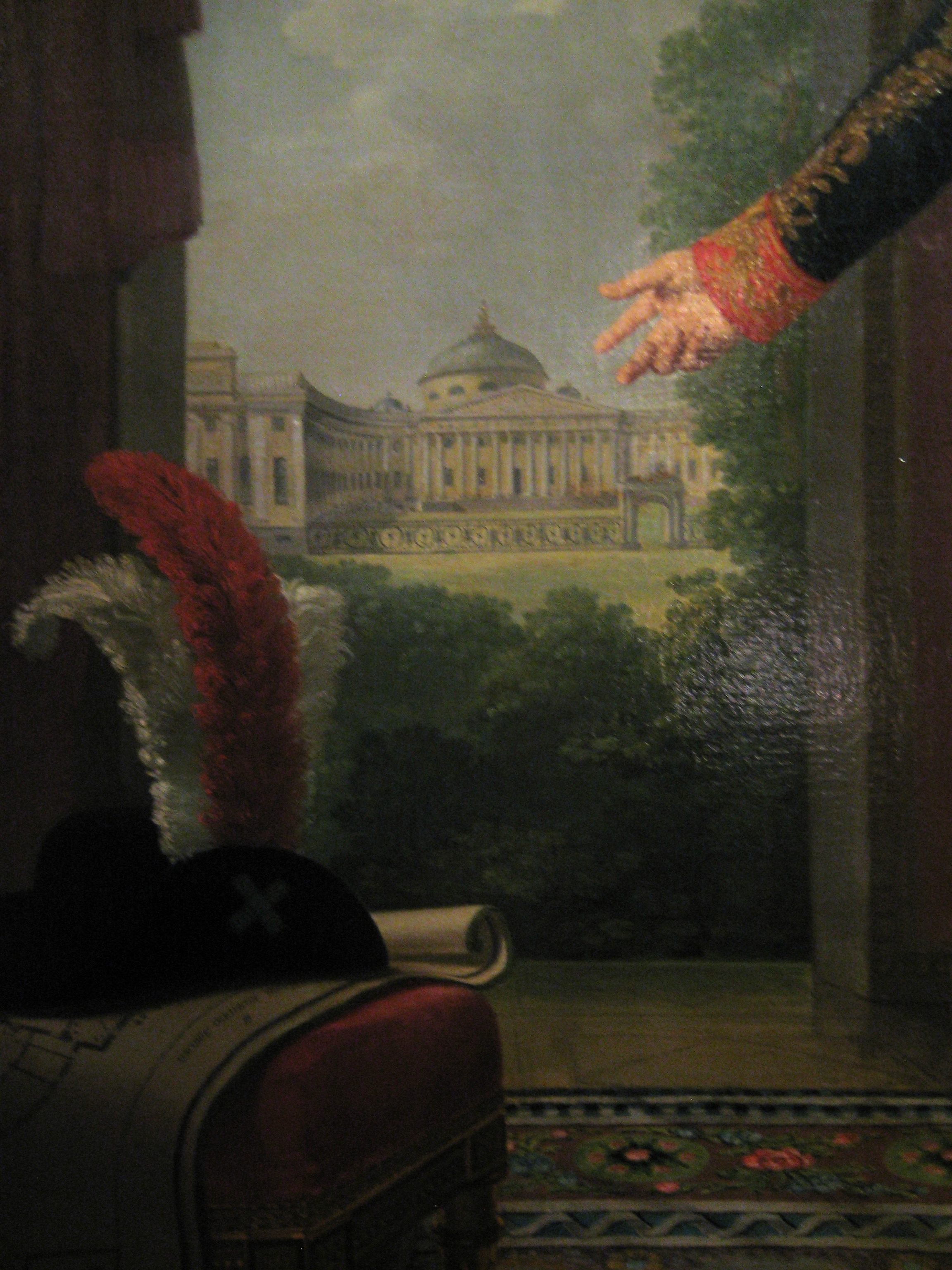
На портрете работы Боровиковского граф Н. П. Шереметев указывает правой рукой на Странноприимный дом как на своё главное свершение

«Торжественная полудуга открытой двойной колоннады» перед Троицкой церковью была спроектирована в 1803 году, когда не стало любимой супруги графа — бывшей крепостной актрисы Прасковьи Жемчуговой. Мемориальный характер проекту Странноприимного дома придал мастер классицизма — Джакомо Кваренги, который по своему обыкновению дорабатывал чертежи «дистанционно», не выезжая из Петербурга.
В окончательном виде проект приобрёл скульптурные акценты с обоих фасадов (парадного и садового), а также фигурную решётку с центральными воротами и угловыми бельведерами. Для украшения интерьеров использовались мрамор и уральский камень светло-зелёного оттенка. Купол церкви расписал художник Д. Скотти. В парадной колоннаде была установлена скульптурная аллегория Милосердия.